# Jean-Claude Hesselbarth

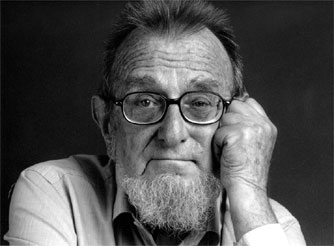
Jean-Claude Hesselbarth (2003)

Jean-Claude Hesselbarth (* 29. März 1925 in Lausanne; † 15. Mai 2015 in Montélimar) war ein Schweizer Maler, Zeichner und Kunstpädagoge. Sein Werk umfasst Malerei, Illustrationen, Glas- und Wandmalerei, Zeichnungen, Mosaike, Reliefs und Kunst am Bau.

## Leben und Werk
Jean-Claude Hesselbarths Vater stammte aus Deutschland und erhielt 1931 das Schweizer Bürgerrecht. Seine Mutter war die aus Lausanne stammende Julie, geborene Clerc. Ihr Bruder war der Bildhauer Jean Clerc (1908–1933). Dieser verstarb früh an Diphtherie, was Hesselbarths Leben prägte. Er selbst erkrankte an Tuberkulose und wurde von seinen Eltern für ein Jahr in das Sanatorium von Leysin geschickt.
1936 besuchte er das Konservatorium für klassische Musik in Lausanne. Sein Schulfreund war Philippe Jaccottet, mit dem er zeitlebens befreundet blieb. Während der Gymnasialzeit waren seine besten Freunde der Schriftsteller Gaston Cherpillod und der Schriftsteller und Übersetzer Georges Arès (bürgerlicher Name Cornelius Heym) sowie der Schauspieler Marcel Imhoff (1924–1979). Mit seinen Freunden pflegte er zeitlebens eine enge Beziehung und einen intensiven Briefwechsel.
Nach bestandener Matura begann Hesselbarth ein Literaturstudium an der Universität Lausanne. Dieses brach er nach zwei Jahren ab und schrieb sich in der Folge an der École des Beaux-Arts in Lausanne ein. Von 1948 bis 1954 studierte er dort u. a. bei Casimir Reymond (1893–1969) und Marcel Poncet (1894–1953). Anschliessend unternahm er Studienreisen nach Griechenland, Italien und Frankreich.
Hesselbarth malte anfänglich im Stil der Lyrischen Abstraktion. Ab 1954 malte er tachistische Bilder und galt damit als erster tachistischer Maler der Schweiz. Hesselbarth war aktives Mitglied in der Sektion Wallis der GSMBA und stellte seine Werke in zahlreichen Einzel- und Gruppenausstellungen aus. Zudem war er ein leidenschaftlicher Musikliebhaber und besuchte regelmässig in Lausanne den Jazz Club.
1955 fand seine erste Einzelausstellung in der Galerie l'Entr'acte in Lausanne statt. Im selben Jahr gründete er zusammen mit André Gigon, Charles Oscar Chollet und Arthur Jobin das Vaudois Collège des Artistes concretes. Später trat die Malerin und Grafikerin Denise Voïta und der Bildhauer Antoine Poncet der Künstlergruppe bei. Die Mitglieder setzten sich für die Integration von Kunstwerken in der Stadt Lausanne sowie für die Beteiligung von Künstlern an Bau- und Restaurierungsprojekten ein. Damit machte sich Hesselbarth einen Namen in der französischsprachigen Kunst- und Kulturszene. 1956 erhielt er ein Alice Bailly Stipendium.
1957 nahm er an der ersten Schweizer Ausstellung abstrakter Malerei im Museum der Schönen Künste in Neuenburg teil. Im gleichen Jahr wendete er sich von der zur geometrischen Abstraktion tendierenden Landschaftsmalerei ab und einem farbintensiven gestischen Tachismus zu. Gleichzeitig übte er sich mit einer kleinen Stahlfeder und mit geschnittenem Bambus im Zeichnen mit Tusche auf Aquarellpapier.

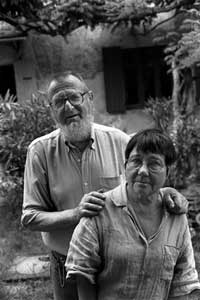
Jean-Claude Hesselbarth und Lilian Annen (1997) by Erling Mandelmann

Hesselbarth lebte und arbeitete in Lausanne und in der Drôme Provençale, die in der Nähe von Grignan liegt. Dort malte er in seinem Open-Air-Atelier. Von 1962 bis 1973 unterrichtete er das Fach Zeichnen an der Architekturabteilung der Eidgenössischen Technischen Hochschule Lausanne. Neben seiner Unterrichtstätigkeit schuf Hesselbarth eine Reihe von Werken monumentalen Charakters: Wandmalereien, Glasmalereien, Keramiken, Glasmosaiken, emaillierte Platten, Wandteppiche und polychrome Holzanimationen. Zudem arbeitete er eng mit Architekten für die Farbgebung öffentlicher und privater Gebäude zusammen.
Hesselbarth heiratete 1970 die Drehbuchautorin und spätere Direktorin bei Télévision Suisse Romande (TSR) Liliane Annen (1931–2020). 1983 liess sich das Ehepaar scheiden.
1978 nahm er an der Ausstellung Beginn des Tachismus in der Schweiz im Kunsthaus Zürich teil. 1980 gewann er den Pierre-Monay-Preis und stellte ab dann bis 2012 seine Werke regelmässig in der Galerie Plexus in Chexbres aus. 1985 erhielt er den Prix du Crédit Suisse und 1996 den Prix de la Fondation de la Banque Cantonale Vaudoise, 1998 wurde Hesselbarth im Musée Jenisch in Vevey eine Retrospektive gewidmet. 2004 brachte eine Ausstellung im Museum Pully sein Werk und das seines Onkels Jean Clerc zusammen.
Von 1956 bis 2010 lebte Hesselbarth in der Rue de Bourg in Lausanne, seiner Geburtsstrasse, und bewohnte verschiedene Ateliers, darunter das 2004 abgerissene Rôtillon. 2010 zog er von Lausanne nach Grignan. Als sich sein Gesundheitszustand verschlechterte, gab er das Malen auf, zeichnete jedoch weiterhin regelmässig und stellte auch seine Arbeiten aus.
Liliane Annen-Hesselbarth schenkte 2016 das Malerarchiv von Hesselbarth der Kantons- und Universitätsbibliothek Lausanne. Die so entstandene Sammlung war Gegenstand einer Ausstellung auf dem Gelände des Palais de Rumine vom 3. Dezember 2020 bis 25. April 2021.
Hesselbarths Werke sind u. a. in den Sammlungen des Kunstmuseum Lausanne, im Kunstmuseum Pully und im Jenischen Museum in Vevey vertreten.